# Cesare Cremonini
Cesare Cremonini (eller Cremonino, latiniseret Caesar Cremoninus), 1550-1631. Lærd venetianer, hvis filosofi var en syntese af Aristoteles og kristendommen. 
Corfitz Ulfeldt studerede under ham i Padova i 1628 og blev senere citeret for at have udtalt, at alt hvad han havde lært, skyldtes Cremonini.